# Sportclub Potsdam 2021-2022
Questa voce raccoglie le informazioni riguardanti lo Sportclub Potsdam nelle competizioni ufficiali della stagione 2021-2022.

## Stagione
Lo Sportclub Potsdam partecipa alla stagione 2021-22 senza alcuna denominazione sponsorizzata.
Dopo il terzo posto in regular season di 1. Bundesliga, raggiunge la prima finale scudetto della propria storia, sconfitto dal MTV Stoccarda. In Coppa di Germania raggiunge invece le semifinali, dove viene eliminato dal Dresdner.
In ambito europeo partecipa alla Challenge Cup, dove vede il proprio cammino interrotto dalle future campionesse della Savino Del Bene agli ottavi di finale. 

## Organigramma societario
Area direttiva
- Presidente: Torsten Bork

Area tecnica
- Allenatore: Guillermo Hernández
- Allenatore in seconda: Riccardo Boieri
- Scoutman: Ioannis Paraschidis

Area sanitaria
- Fisioterapista: Sofia Kappa, Doron Nasution, Friedemann Ranft, Arthur Schwuchow, Tom Spielhagen, Roman Woelky

## Rosa
| N° | Nome                 | Ruolo | Data di nascita   | Nazionalità sportiva |
| -- | -------------------- | ----- | ----------------- | -------------------- |
| 1  | Tatjana Bokan        | S     | 9 aprile 1988     | Montenegro           |
| 2  | Vanessa Agbortabi    | S     | 4 dicembre 1998   | Germania             |
| 3  | Natalie Wilczek      | C     | 9 marzo 2000      | Germania             |
| 5  | Maja Savić           | C     | 14 agosto 1993    | Serbia               |
| 6  | Lauren Page          | C     | 20 settembre 1996 | Stati Uniti          |
| 8  | Kōnstantina Vlachakī | S     | 8 maggio 1995     | Grecia               |
| 9  | Madison Lilley       | P     | 15 aprile 1999    | Stati Uniti          |
| 10 | Sarah van Aalen      | P     | 21 giugno 2000    | Paesi Bassi          |
| 11 | Sarah Stiriz         | L     | 11 novembre 2003  | Serbia               |
| 11 | Emely Radügge        | C     | -                 | Germania             |
| 12 | Valeria Papa         | S     | 9 settembre 1989  | Italia               |
| 13 | Anett Németh         | O     | 13 dicembre 1999  | Ungheria             |
| 14 | Anastasia Cekulaev   | C     | 1º luglio 2003    | Germania             |
| 15 | Aleksandra Jegdić    | L     | 9 ottobre 1994    | Serbia               |
| 16 | Srna Marković        | S     | 6 giugno 1996     | Austria              |
| 17 | Laura Weihenmaier    | S     | 4 aprile 1991     | Germania             |
| 18 | Adela Helić          | O     | 24 febbraio 1990  | Serbia               |

## Statistiche

### Statistiche di squadra
| Competizione      | Punti | In casa | In casa | In casa | In trasferta | In trasferta | In trasferta | Totale | Totale | Totale |
| Competizione      | Punti | G       | V       | P       | G            | V            | P            | G      | V      | P      |
| ----------------- | ----- | ------- | ------- | ------- | ------------ | ------------ | ------------ | ------ | ------ | ------ |
| 1. Bundesliga     | 49    | 15      | 9       | 6       | 16           | 14           | 2            | 31     | 23     | 8      |
| Coppa di Germania | -     | 3       | 2       | 1       | 0            | 0            | 0            | 3      | 2      | 1      |
| Challenge Cup     | -     | 2       | 1       | 1       | 2            | 1            | 1            | 4      | 2      | 2      |
| Totale            | -     | 20      | 12      | 8       | 18           | 15           | 3            | 38     | 27     | 11     |

G = partite giocate; V = partite vinte; P = partite perse

### Statistiche dei giocatori
| Giocatrice     | 1. Bundesliga | 1. Bundesliga | 1. Bundesliga | 1. Bundesliga | 1. Bundesliga | Coppa di Germania | Coppa di Germania | Coppa di Germania | Coppa di Germania | Coppa di Germania | Challenge Cup | Challenge Cup | Challenge Cup | Challenge Cup | Challenge Cup | Totale | Totale | Totale | Totale | Totale |
| Giocatrice     | P             | PT            | AV            | MV            | BV            | P                 | PT                | AV                | MV                | BV                | P             | PT            | AV            | MV            | BV            | P      | PT     | AV     | MV     | BV     |
| -------------- | ------------- | ------------- | ------------- | ------------- | ------------- | ----------------- | ----------------- | ----------------- | ----------------- | ----------------- | ------------- | ------------- | ------------- | ------------- | ------------- | ------ | ------ | ------ | ------ | ------ |
| V. Agbortabi   | 8             | 94            | 82            | 7             | 5             | 3                 | 27                | 25                | 1                 | 1                 | 3             | 10            | 10            | 0             | 0             | 14     | 131    | 117    | 8      | 6      |
| T. Bokan       | 10            | 78            | 70            | 8             | 0             | -                 | -                 | -                 | -                 | -                 | -             | -             | -             | -             | -             | 10     | 78     | 70     | 8      | 0      |
| A. Cekulaev    | 29            | 206           | 137           | 49            | 20            | 3                 | 28                | 17                | 6                 | 5                 | 3             | 24            | 18            | 5             | 1             | 35     | 258    | 172    | 60     | 26     |
| A. Helić       | 24            | 164           | 132           | 19            | 13            | 3                 | 20                | 17                | 1                 | 2                 | 3             | 27            | 26            | 1             | 0             | 30     | 211    | 175    | 21     | 15     |
| A. Jegdić      | 30            | 0             | 0             | 0             | 0             | 3                 | 0                 | 0                 | 0                 | 0                 | 3             | 0             | 0             | 0             | 0             | 36     | 0      | 0      | 0      | 0      |
| M. Lilley      | 27            | 30            | 11            | 13            | 6             | 3                 | 9                 | 3                 | 3                 | 3                 | 3             | 4             | 2             | 0             | 2             | 33     | 43     | 16     | 16     | 11     |
| S. Marković    | 1             | 7             | 7             | 0             | 0             | 1                 | 9                 | 8                 | 1                 | 0                 | 1             | 12            | 11            | 1             | 0             | 3      | 28     | 26     | 2      | 0      |
| A. Németh      | 29            | 397           | 352           | 26            | 19            | 2                 | 39                | 34                | 3                 | 2                 | 1             | 9             | 9             | 0             | 0             | 32     | 445    | 395    | 29     | 21     |
| L. Page        | 9             | 36            | 25            | 5             | 6             | 0                 | 0                 | 0                 | 0                 | 0                 | 2             | 3             | 3             | 0             | 0             | 11     | 39     | 28     | 5      | 6      |
| V. Papa        | 19            | 183           | 169           | 9             | 5             | -                 | -                 | -                 | -                 | -                 | -             | -             | -             | -             | -             | 19     | 183    | 169    | 9      | 5      |
| E. Radügge     | -             | -             | -             | -             | -             | 0                 | 0                 | 0                 | 0                 | 0                 | -             | -             | -             | -             | -             | 0      | 0      | 0      | 0      | 0      |
| M. Savić       | 29            | 262           | 148           | 88            | 26            | 3                 | 22                | 12                | 9                 | 1                 | 3             | 20            | 14            | 4             | 2             | 35     | 304    | 174    | 101    | 29     |
| S. Stiriz      | 4             | 0             | 0             | 0             | 0             | -                 | -                 | -                 | -                 | -                 | 1             | 0             | 0             | 0             | 0             | 5      | 0      | 0      | 0      | 0      |
| S. van Aalen   | 28            | 42            | 12            | 24            | 6             | 2                 | 2                 | 2                 | 0                 | 0                 | 3             | 5             | 0             | 3             | 2             | 33     | 49     | 14     | 27     | 8      |
| K. Vlachakī    | 11            | 79            | 71            | 2             | 6             | 0                 | 0                 | 0                 | 0                 | 0                 | 3             | 13            | 10            | 2             | 1             | 14     | 92     | 81     | 4      | 7      |
| L. Weihenmaier | 27            | 360           | 298           | 51            | 11            | 3                 | 48                | 41                | 7                 | 0                 | 2             | 26            | 24            | 2             | 0             | 32     | 434    | 363    | 60     | 11     |
| N. Wilczek     | 1             | 3             | 1             | 2             | 0             | 0                 | 0                 | 0                 | 0                 | 0                 | 1             | 5             | 4             | 1             | 0             | 2      | 8      | 5      | 3      | 0      |

P = presenze; PT = punti totali; AV = attacchi vincenti; MV = muri vincenti; BV = battute vincenti